# Contea di Henderson (Texas)
La contea di Henderson in inglese Henderson County è una contea dello Stato del Texas, negli Stati Uniti. La popolazione al censimento del 2010 era di 78 532 abitanti. Il capoluogo di contea è Athens. Il suo nome deriva da James Pinckney Henderson, primo governatore del Texas (1846-1847), poi Segretario di Stato per la repubblica.
La contea è stata creata nel 1846, dalle contee di Houston e Nacogdoches. Buffalo è la città della contea costituita prima, nel 1847. I confini della contea attuali sono stati decretati nel 1850, mentre in precedenza il suo territorio era più vasto.

## Geografia fisica
| Anno | Popolazione | ±%     |
| ---- | ----------- | ------ |
| 1850 | 1,237       |        |
| 1860 | 4,595       | 271.5% |
| 1870 | 6,786       | 47.7%  |
| 1880 | 9,735       | 43.5%  |
| 1890 | 12,285      | 26.2%  |
| 1900 | 19,970      | 62.6%  |
| 1910 | 20,131      | 0.8%   |
| 1920 | 28,327      | 40.7%  |
| 1930 | 30,583      | 8.0%   |
| 1940 | 31,822      | 4.1%   |
| 1950 | 23,405      | −26.5% |
| 1960 | 21,786      | −6.9%  |
| 1970 | 26,466      | 21.5%  |
| 1980 | 42,606      | 61.0%  |
| 1990 | 58,543      | 37.4%  |
| 2000 | 73,277      | 25.2%  |
| 2010 | 78,532      | 7.2%   |

Secondo l'Ufficio del censimento degli Stati Uniti d'America la contea ha un'area totale di 948 miglia quadrate (2460 km²), di cui 874 miglia quadrate (2260 km²) sono terra, mentre 75 miglia quadrate (190 km², corrispondenti al 7,9% del territorio) sono costituiti dall'acqua.

### Strade principali
- U.S. Highway 175
- State Highway 19
- State Highway 31
- State Highway 155
- State Highway 198
- State Highway 274
- State Highway 334

### Contee adiacenti
- Kaufman County (nord)
- Van Zandt County (nord)
- Smith County (est)
- Cherokee County (sud-est)
- Anderson County (sud)
- Freestone County (sud-ovest)
- Navarro County (ovest)
- Ellis County (nord-ovest)

## Media
I media locali sono: KDFW-TV, KXAS-TV, WFAA-TV, KTVT-TV, KERA-TV, KTXA-TV, KDFI-TV, KDAF-TV, e KFWD-TV. Altre stazioni vicine che forniscono copertura per Henderson County comprendono: KLTV, KTRE-TV, KYTX-TV, KFXK-TV, KCEB-TV, e KETK-TV. Ad Athens viene pubblicato un giornale, l'Athens Daily Review, mentre a Mabank (che si trova per tre quarti nella contea di Kaufman e per il resto nella contea di Henderson), viene rilasciato il The Monitor.